# Witharen
Witharen (52° 34′ N, 6° 24′ L) é uma vila dos Países Baixos, na província de Overijssel. Witharen pertence ao município de Ommen, e está situada a 19 km, a sul de Hoogeveen.
The village Witharen has a population of around 70 habitantes.
A área de Witharen, que também inclui as partes periféricas da cidade, bem como a zona rural circundante, tem uma população estimada em 540 habitantes.